# 사사키 데루후미
사사키 데루후미(佐木輝文)는 일본 외과 전문의 출신 前 정치가인데 1945년 일본 히로시마·나가사키 원자폭탄 투하 사태의 직·간접성 관련자이기도 하다.